# Mine de Barbara-Wyzwolenie
La mine Barbara-Wyzwolenie est une mine souterraine de charbon mise à l'arret située à Chorzów, en Pologne.
En 1954, il s'y est produit l'un des accidents les plus meurtriers en Pologne, avec 103 morts (pl).
La mine a existé de 1937 au 1er janvier 1970, date à laquelle elle a été fusionnée avec la mine de Chorzów (pl) pour former la mine de Barbara-Chorzów.